# レッドシーズプロファイル
『レッドシーズプロファイル』（Red Seeds Profile）は、2010年3月11日に発売されたホラーミステリーアドベンチャーゲーム。開発はアクセスゲームズ、日本での発売はマーベラスエンターテイメント。海外でのタイトル名は『Deadly Premonition』（デッドリー・プリモニション）であり、のちに発売された完全版や移植版の日本でのタイトル名もそちらが用いられるようになった。

## 概歴
日本国内では当初『レイニーウッズ』として2008年発売予定だったが、2010年の発売においては『レッドシーズプロファイル』と変更された。
発売当時、ゲームメディアIGNがレビューにおいて10点中2点をつけ酷評を下したが、一方でDestructoidは10点満点を付けた。更にはユーザー間でも極端に評価が分かれており、ついにはギネス世界記録「最も評価の割れたサバイバルホラーゲーム」として登録されることとなった。
発売後もカルト的な人気を誇り、ゲームデザイナーSWERY（末弘秀孝）のワールドツアーが行われ、2013年4月26日にディレクターズカット版が海外で発売された。ディレクターズカット版は日本でも、2015年3月12日にPS3版『Deadly Premonition レッドシーズプロファイル コンプリートエディション』が配信専用で発売された。発売後に配信された実況動画にはディレクターであるSWERYもゲストとして出演した。
2019年9月5日のNintendo Directにおいて続編『Deadly Premonition2：A Blessing in Disguise』（デッドリー・プリモニション2 ア・ブレッシング・イン・ディスガイズ）の発売決定が発表され、Nintendo Switch向けの本作移植版が『Deadly Premonition Origins』（デッドリー・プリモニション オリジンズ）のタイトルで配信開始された。『Deadly Premonition2』は翌2020年7月10日にNintendo Switch用ソフトとして発売された。
初期タイトル案である「レイニーウッズ」の名称は、後年に末弘が手掛けた『The Good Life』の舞台名に用いられている。

## あらすじ
アメリカ北部の田舎町「グリーンベイル」にて若い女性の猟奇殺人事件が発生する。雨の夜に発生したその事件は、街に伝わる民間伝承（フォークロア）「レインコートキラー」の仕業ではないかと噂されていた。
事件発生から数日後。やってきたFBI捜査官のフランシス・ヨーク・モーガンはこの事件と都市部で起こっていた謎の連続猟奇殺人が「赤い種（レッドシーズ）」で関連していると踏み、捜査を開始する。
誰もが秘密を抱えるこの街に潜む闇とは、「レッドシーズ」の意味とは、そしてレインコートキラーの正体とは…。

## システム
- ストーリーはプロローグといくつかのエピソードに分かれており、それらの中に細かくチャプターが存在している。多くのストーリーでは「指定された時間の間に目的地に着く（例：10時から17時の間にある場所へ行く）」事が設定されており、その時間に目的地に着くことでストーリーが進行するようになる。ただし、指定時間を無視して自由な行動をとることも可能（その場合はストーリーが進行するまで同じ時間が指定される）。
- 捜査の進展に伴い、ヨークの居る建物が「常世」と呼ばれるダンジョンに変貌する事がある。ここでは悪霊であるシャドウと戦い、殺人鬼レインコートキラーの追撃から逃れつつ、手がかりを集める。クリアした常世は再挑戦可能。
- ゲーム時間中は常に時間が流れており、天候・風景や店舗の開店・閉店のみならず、街の住民の行動も時間に沿って行われる（現在住民がどこにいるかはマップで確認可能）。ただし、午前0時から午前6時の間は街全体が「常世化」し、悪霊であるシャドウが大量に出現するほか、野鳥などが襲うようになる。
- また、一部住民とのやりとりによりサブストーリーが発生することもある。サブストーリーは本編には影響がないが、完了することで本編攻略に有利なアイテムが手に入るほか、本編では語られない街の住人達のエピソードを知ることができる。
- ヨークには「空腹度」「眠気度」が設定されており、時間経過によって減少、眠気度がゼロになることによって空腹度の減りが激しくなり、空腹度がゼロになることでライフゲージが減少する。空腹度は食料品アイテムの使用やレストランなどで食事を取ることで、眠気度はホテルやベッドなどで睡眠を取ることや、コーヒーなどの眠気回復用アイテムの使用、バーでの飲酒で回復する。睡眠ではホテルなどでは3時間から3時間単位（12時間まで）で選ぶことができ、ダンジョンでは3時間の仮眠となる。また、睡眠時間に応じて空腹度も減少し、日数経過に伴いヨークの髭も伸びるようになっている（特定の場所で髭剃りを行うことで元に戻る）。
- 移動の際は警察官という立場上パトカーに乗ることが基本となっている。パトカーは普通車・大型車の2種類あり、ハンドリングや最高速度が変わる。他の住民の車には基本的に乗れないものの、車を解除することでその住民の車に乗ることが出来る。車両には残りガス量（走行によって減少）と耐久度（障害物や敵の接触によって減少）が定められている。ただし、ミッションによる時間制限がかかっている場合はガソリン・耐久度共に無限となる。
- ゲーム内の所持金（1セント単位で管理）は敵撃破・エージェント勲章の獲得・サブストーリークリアの他、住民への聞き込み、覗き窓からの中の監視、長距離運転など捜査官らしい行動、さらにはスーツを着替える、髭を剃る、ホテルでコーヒー占いをする、警察署で昼食を取るといった行動でも加算される。ただし、運転中の器物破損があまりにも激しい場合や、長期間同じスーツを着用し汚れた状態でも着続けた場合などは手当が減額される。所持金は即時加算されず、チャプタークリア時もしくは1日が経過した際に基礎給与（現在のクリアチャプター数に応じた金額）と同時に加算される。
- ゲーム内では登場人物や出てくるアイテムを模した「トレーディングカード」が登場し、収集・やりこみ要素の1つとなっている。グリーンベイルの街中やダンジョン内、特定サブストーリーのクリアで手に入れることができる。

## 登場人物

### 主要人物
フランシス・ヨーク・モーガン
FBI特別捜査官。額の左側面にある傷の跡と短髪が特徴的な男。他者との交流を忌避し、生涯を通して天涯孤独である。少壮に差し掛かっているが稚気に満ちたところがあり、子供のあしらいも得意である。常に自分の中にいる「ザック」という人物に呟きかける癖がある。
初対面の人物に会う時は必ずFBIの手帳を出し「連邦特別捜査官のフランシス・ヨーク・モーガンだ。出来ればヨークと呼んでくれたまえ。」と挨拶する。本人曰く「一種の儀式」。
またこの他、食事中に猟奇殺人の手口について嬉々として語ったり、珈琲占いや新聞記事などから「啓示」を受けて捜査を行うなどエキセントリックな面があり、ジョージやエミリーからは奇異な目を向けられてしまう。大の映画マニアで、話題に上る映画は製作年から監督・主演俳優まで全て網羅している。
ザック
ヨークが常に頭の中で対話している相手。プレイヤー自身は基本的にザックの立場でヨークと共に操作を進めていく。ヨーク曰く「古くからの親友で、9歳ぐらいの頃からの付き合い」とのことだが…。
エミリー・ワイアット
グリーンベイルの女性保安官補。幽霊やオカルトの類が苦手。礼儀知らずのヨークのことを野蛮人と呼ぶ。明朗で快活な美女で、住人からの信頼が高い。が、料理の腕は壊滅的であり、普通のコーヒーですらヨーク曰く「エキセントリックな味」になってしまうほど。物語後半のあるチャプターではヨークに代わって彼女を操作する事になる。
ジョージ・ウッドマン
グリーンベイルの保安官。厚みのある屈強な体格をした壮年の男。自分が長年この地を守ってきたという自信からか所轄意識が強く、ヨークへ捜査の主導権を渡すことを快く思っておらず、尊大に振舞う。ヨークからは「王様」と評される。
トーマス・マクレーン
グリーンベイルの新米保安官。臆病な性格をしており、人間の醜い部分を見るのに慣れておらず、残酷な真実から目を逸らす場面もしばしば見受けられる。料理の腕前はプロ顔負けで、とくにビスケットはヨークも唸るほど。非番時には妹が経営するバー「ギャラクシー・オブ・テラー」の手伝いもしている。なぜかモモンガの生態にも精通している。

### グリーンベイルの住人
アンナ・グレアム
事件被害者。彼女の死の真相を探るべくヨークが派遣された。遺体はグリーンベイルの森の樹木に捧げられたかのような格好で発見されていた。若く美しい娘で、レストラン「A&Gダイナー」でウェイトレスのアルバイトをしていた。
ベッキー・エイムズ
アンナの友人。アンナ殺害後、自宅にこもりっきりになる。家は湖畔の道路末端にある豪邸。
キャロル・マクレーン
弱冠二十歳でバー「ギャラクシー・オブ・テラー」のオーナーを務める傍ら、自らステージ上で歌も披露する。トーマスとは兄妹。
ダイアン・エイムズ
美術館の館主を務めており、ベッキーの姉。木や森などが描かれた絵を好んで展示している。常にタイトなドレスとピンヒールを着こなしている。
ハリー・スチュアート
町一番の資産家であり、ほとんどの土地を所有している。常に車椅子に座り、髑髏のようなガスマスクを被っている。全てを見渡す超然とした雰囲気を纏っている。町の風土や歴史に詳しく、資料も多く所持している。従者マイケルを通じて発するその言葉は観念的で謎めいている。
イザーク・イングラム
イザイア・イングラム
食料品店「ミルクバーン」を営むキース、リリィ夫妻の双子の息子たち。祖父のジムと森を歩いていたところ、アンナの遺骸を見つけ、事件の第一発見者となる。幼さゆえにアンナに何が起きたかの自覚が無く、「アンナは森の女神になった」とヨークに答える。
ジム・グリーン
グリーンベイル国立公園の森の管理人。イザーク・イザイアの祖父であり、リリィの父でもある。イザーク・イザイアとともに事件の第一発見者となる。温和で気さくではあるが、双子の事を思っていることもあり、ヨークの容赦ない捜査には難色を示す。
キース・イングラム
コンビニエンスストア「ミルクバーン」の店主。根っからのロッカーであり、店内BGMにもロックをかけている。一方、品ぞろえの物覚えが悪いなど店主としてのセンスはイマイチ。会話する際に指を鳴らすのが癖。宝物は白いギターの「グレゴッチ」。実は怪談話好き。
リリィ・イングラム
キースの妻。キースとは10歳近く年上。店の品物を全て覚えていたり、店内BGMにロックをかけるキースをしかる一方、あえて遊びを残してプライドが傷つかないようにするなど、夫を立てる良き姉さん女房。
マイケル・ティロトソン
ハリーの従者。ヨークを始め、たとえ相手が子供であろうとも丁寧な口調と姿勢を崩さない好青年。街の人と直接には話さないハリーの代わりにコミュニケーションをとる。
ニック・コーマック
レストラン「A&Gダイナー」のオーナー。寡黙だが真面目な職人気質。自らの仕事場である調理場に部外者が入られることを嫌う。自分の店で働いていたアンナの死に対し酷くショックを受けている。
オリビア・コーマック
ニックの妻。どこかしら影があるものの、優しく美しい女性。ニックとともにダイナーではウェイトレスとして働いている。
ポリー・オックスフォード
ヨークが泊まるホテル「グレート・ディアー・ヤード・ホテル」のオーナー。街がにぎわっていた頃は夫と共に経営していたが、街が寂れ、夫に先立たれた今は趣味と生きがいを兼ねて経営している。年を感じさせない元気を持ち合わせてはいるが、耳が遠いためヨークの言葉がポリーからしてみると誘っている風に聞こえているようで、さらに夫とののろけ話を嬉々として話すため話がかみ合わないことがほとんど。かつては清楚な美貌で、「ミス・グリーンベイルコンテスト」ではシガニーに負け2位だった。
クイント・ダン
ダーツバー「SWERY65'」で働く青年。ベッキーの恋人でもある。今時の若者らしい言葉遣いをするが、バーで飲んだくれるサリーを気遣うなど根は真面目で優しい。店の隣にあるトレーラーハウスを住居として利用している。バイクいじりが趣味。
リチャード・ダン
クイントの父親。離婚しており、クイントを男手ひとつで育てながらダーツバー「SWERY65'」を経営している。現在は大人の雰囲気漂う男性となったが、若いときはかなり無茶をしていた模様。
サリー・グレアム
アンナの母親。夫に事故で先立たれ、年金生活を送っているが、田舎ということもありそれほど生活には苦労はしていなかった模様。しかし、一人娘のアンナも失ったことでさらに荒んだ生活を送る。
アッシャー・ジョンソン
グリーンベイル総合病院の医師。内科・外科から死体の検分など多くの役割を担っている。病的なレベルでチェスが好き。ヨークとはチェスや映画など変わり者同士気が合う存在。
そばかすフィオナ
グリーンベイル総合病院の受付係。名の通り顔にそばかすがあり、同僚からは「Freckly（そばかすだらけの）」と呼ばれているが、本人は「Angel Kisses（天使のキス）」と呼んでいる。純朴でおとなしい性格。受付の合間には小説や医学の勉強本を読むなど勉強熱心。
暴れ牛ジャック
街唯一のガソリンスタンド「天国と地獄ステーション」の店主。接客業とは思えないほど愛想が悪く、特に警察を嫌う。金と女好きで、特に「ベンジャミン・フランクリン（100ドル札）」を好む。
ローズリップのジーナ
ジャックの妻。その容姿の不釣り合いさから、ヨークからは「美女と野獣」と称される。「たっぷり入れて」「入れてイク？」など、いちいち言葉が思わせぶり。ジーナが店番の際に洗車を頼むとサービスとしてセクシーダンスを踊りながら洗車をしてくれる。ただし、洗車はスポンジでなでるだけの模様（ステータスではちゃんと反映される）。
ミスター精密機械 ウェズリー
銃砲店「パンダ・ベアー」の店主。その腕は確かで、近隣からも来客があるほか、通信販売でも売り上げている。彼と接触後は店舗だけでなくアイテムケースからも直接品物を購入することができる。実は筋金入りのトレーディングカードコレクター。
将軍
スクラップ工場の「ライサンダー事務所」を営む男性。かつてベトナム戦争に出兵しており、その退役軍人。本人は「将軍の地位まで上り詰めた」と語るが、服についている階級章は軍曹である。
迷子のシガニー
レイクサイドの住宅街に住む女性。何故か外出する際にいつも鍋を持っており、鍋が冷めてしまうのをしきりに気にしている。鍋の中身は謎。かつては教師をやっていたらしい。また、ポリーとは同級生で「ミス・グリーンベイルコンレスト」では彼女を破り優勝している。人の都合を考えない強引な性格であるが、読心術に長けているという矛盾した特技を持っており、本編クリア後の追加ミッションにて彼女のみが事件の真相に気付いているような描写がある。
不眠症のブライアン
アルビレオ墓地の墓守。職務に忠実で一日中墓守をしており、寝てないのではという噂から「不眠症の」という通り名がついている。見た目はゾンビのように不気味だが本人は至って普通。「ギャラクシー・オブ・テラー」でピアノの伴奏をすることも。

### その他の人物
フォレスト・ケイスン
苗木のセールスマン。休暇を利用してグリーンベイルを何度も訪れている。しきりに物事を例えで語るなどユーモアあふれる人物。ヨーク達の捜査にも協力する。
登場キャラクターで唯一スター・システムによるキャラクターで、元はアクセスゲームズのデビュー作『スパイフィクション』に登場する主任研究員フォレスト・ケイスン。
しかし実は彼こそが赤い種をばら撒いた張本人であり、一連の事件の元凶である。同時にヨークの両親を奪った仇でもある。
ウィリー
ケイスンが飼っているダルメシアンの犬。犬小屋を自分のピックアップトラックの荷台に乗せて一緒に移動している。気まぐれだが、意外と優秀で賢い犬。骨が大好物のほか、犬なのにコーヒーも好き。
バレンタイン・モーガン
ヨークの母親。毎日お菓子を手作りしてくれるなど優しい母だったが、ヨークが幼少の頃に夫によって殺害される。
ブライアン・ザンダー・モーガン
ヨークの父で元FBI捜査官。想像で繋ぎ合わせ犯人特定につなげるなどプロファイリング捜査の礎を作った人物だが、ある事件で妻のバレンタインを殺害。その後、自らも自殺している。
銀髪の天使
イザーク、イザイア兄弟に酷似した双子の天使。ヨークの夢の中にある赤い部屋の住人であり、ヨークの行動に対して忠告のような発言をする。

## 敵
シャドウ
常世化したダンジョンに登場する、今作品における敵。眼球が無く黒くくぼんで不気味さを醸しだしている。目は見えず息使いで反応している様子が見られるため、息を止めている間は接近しても気づくことはない。
ダンジョンでは既に登場しているシャドウの他、床や壁の黒いシミからも登場することがある。この場合、倒すとシミが消える場合はその後シャドウは出現しないものの、倒してもシミが消えない場合は一定時間後再びシャドウが登場する。また、深夜の街中に登場するシャドウはシミ関係なく地面からはい出てくる。
武器を持たないシャドウは普通に接近するほかひっかきや首絞め、口の中に手を突っ込むと行った形で襲い掛かる。移動時は普通に歩くこともあれば上体を反らし、後ろ歩きで接近することもある。
武器を持つシャドウは打撃武器の場合は打撃攻撃、ショットガンを持つシャドウの場合は銃で殴ることやヨークに向けて打つことで攻撃する。また、武器で身を守ることもある。
いずれにしても双方の距離が離れている場合などは所謂「早送り」のように加速して一気に登場・接近することも多い。
ちなみに、常世化（アクションパート）に移るロード画面で、赤い画面の右下に２体のシャドウの顔が映っている。
這いずりシャドウ
天井と床を這うようにして移動するシャドウ。接近してヨークをつかんで攻撃する。また、透明化するため実体化しているのみしか攻撃が効かず、攻撃を受けた後も反撃を加えてくる。
出現場所はいずれも通路のような細長い場所であり、登場時には前後がツタの壁で封鎖される。扱い的には中ボスのような存在といえる。
野犬 狂気化
深夜の街中に空から降ってくる巨大な野犬。パトカーほどの大きさを持ち、パトカーに体当たりする。
野鳥 狂気化
深夜の街中で飛ぶ野鳥。人を襲うようになり、ヨークに対し急降下で攻撃してくる。
レインコートキラー
民間伝承として伝わる伝説の殺人鬼。赤いレインコートを着込み、長大な鉄斧を得物としている。今回の事件の犯人とされる人物。
常世内で幾度もヨークと遭遇し、襲い掛かってくる。しかし基本的に戦闘にはならず、素早くコマンドを入力して逃走しなければならない。時には隠れてやり過ごす必要がある。
あるシーンではレインコートキラーを操作し、気の触れた住民を倒しつつ進む。

### ボスキャラクター
トーマス・マクレーン
エピソード4にて時計台でエミリーと対決する。時計の歯車の上を飛び移りつつ銃撃やクレーンで攻撃を仕掛けて来る。
ジョージ・ウッドマン
エピソード5にて保安官事務所で対決する。通常の動きは緩慢だが、攻撃の際には一気に距離を詰めて鉄斧を振り下ろしてくる。遠距離では鉄斧を投げつけてくる。弱点は頬と背中にある傷。第二形態になると攻撃が更に豪快になり、鉄斧も投げる際に両刃状になる。接近時には掴み攻撃を繰り出してくる。ライフを削りきるとヨークが身動きを取れない特殊な状況になり、投げてくる斧を撃ち返すと戦闘が終了する。
フォレスト・ケイスン
エピソード6にて対決する本作のラストボス。第一形態では天井からぶら下がりながら遠距離攻撃を放つ。ダメージが蓄積すると落下して隙が生じるが、そこから転がり攻撃も仕掛けてくる。第二形態ではこちらから攻撃は出来ず、スティック操作とボタン入力で回避しながら逃走する。最終形態は巨体から衝撃波や波動砲を放ってくる。弱点は本体ではなく手に持っている人形。ライフが無くなると人形を腹部のポケットに隠すため、左腕の振り下ろし攻撃の際にケイスンによじ登り、上から人形を撃てば勝利となる。